# Admetophoneus
Admetophoneus es un género extinto de sinápsidos anteosáuridos. Data del periodo Pérmico, durante el Capitaniense (hace entre 260-265 millones de años aprox). Era un carnívoro especializado similar a Titanophoneus, su cráneo tenía aproximadamente 50 cm de largo.